# Catedral de Santa María de la Asunción (Edimburgo)
La Catedral Metropolitana de Nuestra Señora de la Asunción es una catedral católica situada en Edimburgo, Escocia. Es la iglesia madre de los católicos en Escocia y la cátedra del Arzobispo de Saint Andrews y Edimburgo, y la iglesia principal de la Arquidiócesis de Saint Andrews y Edimburgo. 

## Historia
La Capilla de Santa María se inauguró en 1814 y fue diseñada originalmente por James Gillespie Graham. La iglesia estaba adornada considerablemente a lo largo de los años, y en 1878 en la restauración de la jerarquía de Escocia se convirtió en la catedral provisional de la reciente Diócesis de St Andrews y Edimburgo. Su categoría cambió a Catedral Metropolitana el 5 de julio de 1886 con todos los derechos y privilegios que correspondan a esa Iglesia.
La catedral se ha ampliado, reconstruido y remodelado muchas veces en los últimos años, con los últimos cambios estructurales importantes que se inicia en la década de 1970. El Papa Juan Pablo II visitó Santa María en mayo de 1982 como parte de su viaje apostólico a Escocia.

## La Catedral a día de hoy

### Servicios
- Sábado
  - 10 a. m.
  - 18:00 (Vigilia - canto)
- Domingo
  - 09.30 (Niños)
  - 11.30 horas (Coral)
  - 19:30 (Grupo musical)
- Lunes - Viernes
  - 10:00 horas (Misa)
  - 24:45 (Misa, o canto en los días de precepto)

### Conciertos
El órgano de la Catedral fue terminada a finales de 2007 y los conciertos tienen lugar el tercer martes de la mayoría de los meses.